# Делич, Урош
Урош Делич (черног. Урош Делић / Uroš Delić; род. 10 августа 1987, Никшич) — черногорский футболист, защитник.

## Карьера
Футбольную карьеру начал в 2005 году в составе клуба «Рад».
В 2011 году перешёл в «Беерсхот».
В январе 2013 году на правах аренды играл за «Эндрахт Алст».
В сентябре 2013 года вернулся в «Рад».
В 2014 году подписал контракт с клубом «Сюрианска».
В 2015 году играл за «АФК Эскильстуна».
В 2016 году стал игроком сербского клуба «Борац» Чачак.

## Клубная статистика
| Игровая карьера | Игровая карьера | Игровая карьера | Ч-т | Ч-т | Дубль | Дубль | Кубок | Кубок | Межд. | Межд. | Др. | Др. |
| --------------- | --------------- | --------------- | --- | --- | ----- | ----- | ----- | ----- | ----- | ----- | --- | --- |
| 2009/2010       | Рад             | А               | 14  | 0   | -     | -     | -     | -     | -     | -     | -   | -   |
| 2010/2011       | Рад             | A               | 7   | 0   | -     | -     | -     | -     | -     | -     | -   | -   |
| 2011/2012       | Беерсхот        | А               | 16  | 0   | -     | -     | 1     | 0     | -     | -     | -   | -   |
| 2012/2013       | Беерсхот        | A               | 0   | 0   | -     | -     | -     | -     | -     | -     | -   | -   |